# Jure Dolenec
Jure Dolenec (Ljubljana, 6. prosinca 1988.) slovenski je rukometaš, koji igra za našički RK Nexe.

## Klupska karijera
1,90 m visoki desni bek profesionalnu karijeru započeo je u RK Termo u Sloveniji. 2011. godine potpisuje za sudionika Europskog kupa Gorenje Velenje, s kojim je stigao do četvrtfinala Kupa EHF-a 2011./'12. U svojoj drugoj godini doveo je Velenje do osmine finala EHF Lige prvaka 2012./'13. sa 64 pogotka. Obje godine osvojio je prvenstvo Slovenije.
Između ljeta 2013. i 2017. igrao je za francuski Montpellier. Pred kraj sezone 2016./'17, u siječnju 2017., potpisao je petogodišnji ugovor sa španjolskom Barcelonom, s kojom je osvojio španjolsko prvenstvo 2018., 2019., 2020. i 2021., te španjolski kup 2018., 2019., 2020. i 2021. godine. S Kataloncima je osvojio Svjetsko klupsko prvenstvo u rukometu (IHF Super Globe) 2017. i 2018. godine. U finalu Lige prvaka 2020. Barcelona je izgubila od THW Kiela. Godinu dana kasnije s Barcelonom je osvojio EHF Ligu prvaka. U ljeto 2021. Dolenec je prešao u francuskog prvoligaša Limoges, a od srpnja 2024. postao je igrač našičkoga RK Nexe.

## Reprezentativna karijera
Dolenec je za slovensku reprezentaciju debitirao 2011. Na Europskom prvenstvu u Srbiji 2012. završio je šesti i postigao 30 golova u sedam utakmica. Na Svjetskom prvenstvu u Španjolskoj 2013. bio je četvrti i najbolji slovenski strijelac s 39 golova. Bio je dio slovenske reprezentacije na Olimpijskim igrama 2016.
Igrao je za Sloveniju na Svjetskom prvenstvu 2017. u Francuskoj. Tamo je u prvim dvobojima krenuo s nekoliko slabijih nastupa, da bi u odlučujućim doigravanjima za opstanak pokazao vrlo dobre igre. Na kraju je bio treći strijelac momčadi s 26 pogodaka i značajno je pridonio osvajanju konačnog trećeg mjesta i brončane medalje.